# Everybody (Backstreet's Back)
«Everybody (Backstreet's Back)» es una canción y el primer sencillo del segundo álbum internacional de Backstreet Boys, titulado Backstreet's Back del año 1997, y el tercer sencillo de álbum debut estadounidense en 1998. El álbum debut estadounidense fue lanzado originalmente sin la canción. Cuando se decidió lanzar el sencillo en los Estados Unidos, el álbum fue relanzado con «Everybody (Backstreet's Back)».
El presidente Zomba, Clive Calder sugirió la canción como sencillo, pero el presidente de Jive Barry Weiss pensó que sería raro tener una canción llamada «Backstreet's Back» en el primer álbum estadounidense de la banda. La banda sugirió que podría significar que estaban de vuelta a casa. Después que los mercados canadienses comenzaron a pasar la canción, los mercados estadounidenses cerca de la frontera comenzaron a levantar la canción. La banda se encontró con Weiss y pidieron que la canción sea agregada al álbum estadounidense después de las primeras millones unidades que se habían producido.
Escrita por Max Martin y Denniz PoP, «Everybody (Backstreet's Back)» es uno de los sencillos más exitosos de Backstreet Boys hasta la fecha, llegando al número 4 en Billboard Hot 100, durante 22 semanas, y número 3 en UK Singles Chart. Fue certificado como doble disco de platino en los Estados Unidos con 2.1 millones de ventas.
Hay dos versiones de la canción. El álbum internacional presenta la versión álbum o 7", que es la grabación estándar. El álbum de Estados Unidos presenta la versión extendida de la canción que incluye una sección extendida, pero corta el puente. El vídeo musical para la canción fue cortada para ambas versiones de la canción, con el vídeo extendido lanzado al mercado estadounidense, y el vídeo estándar lanzado en todos lados.

## Lista de canciones
USA CD 1
1. «Everybody» (Backstreet's Back) [Radio Edit]
2. «Everybody» (Backstreet's Back) [Matty’s Radio Mix]

USA CD 2
1. «Everybody» (Backstreet's Back) [Matty’s Radio Mix]
2. «Everybody» (Backstreet's Back) [Multiman Remix]
3. «Everybody» (Backstreet's Back) [Sharp London Vocal Mix]
4. «Everybody» (Backstreet's Back) [Radio Edit]
5. «Everybody» (Backstreet's Back) [Versión extendida]

Europa CD 1
1. «Everybody» (Backstreet's Back) [7” Versión]
2. «Everybody» (Backstreet's Back) [Versión extendida]
3. «Everybody» (Backstreet's Back) [Multiman Remix]
4. «Everybody» (Backstreet's Back) [Matty’s Remix]
5. «Everybody» (Backstreet's Back) [Max & Macario Club Mix]

Europa CD 2
1. «Everybody» (Backstreet's Back) [7” Versión]
2. «Everybody» (Backstreet's Back) [Versión extendida]
3. «Boys Will Be Boys»

Holanda
1. «Everybody» (Backstreet's Back) [7” Versión]
2. «Everybody» (Backstreet's Back) [Versión extendida]
3. «Everybody» (Backstreet's Back) [Multiman Remix]
4. «Everybody» (Backstreet's Back) [Matty’s Remix]
5. «Everybody» (Backstreet's Back) [Max & Macario Club Mix]
6. «Boys Will Be Boys»

Canadá
1. «Everybody» (Backstreet's Back) [7” Versión]
2. «Everybody» (Backstreet's Back) [Versión extendida]
3. «Anywhere For You»
4. «Boys Will Be Boys»

USA Vinilo Comercial
1. «Everybody» (Backstreet's Back) [Extended Radio Mix]
2. «Everybody» (Backstreet's Back) [Matty’s Hip Hop Radio Remix]
3. «Everybody» (Backstreet's Back) [Kano’s Undercurrent Dub]
4. «Everybody» (Backstreet's Back) [Sharp London Vocal Mix]

Remixes Vinilo Doble
1. «Everybody» (Backstreet's Back) [Sharp London Vocal Remix]
2. «Everybody» (Backstreet's Back) [Sharp Beats]
3. «Everybody» (Backstreet's Back) [Extended Radio Mix]
4. «Everybody» (Backstreet's Back) [Matty’s Hip Hop Radio Remix]
5. «Everybody» (Backstreet's Back) [Kano’s Undercurrent Dub]
6. «Everybody» (Backstreet's Back) [Matty’s Club Mix]
7. «Everybody» (Backstreet's Back) [Sharp Trade Dub]
8. «Everybody» (Backstreet's Back) [Sharp London Dub]

## Lanzamiento
| País           | Fecha de lanzamiento | Formato     |
| -------------- | -------------------- | ----------- |
| Europa         | 30 de junio de 1997  | Radio       |
| Europa         | 14 de julio de 1997  | CD Sencillo |
| Estados Unidos | Febrero, 1998        | Radio       |
| Estados Unidos | 31 de marzo de 1998  | CD Sencillo |

## Video musical
El vídeo dirigido por Joseph Kahn para "Everybody" es interpretado como una parodia de la canción Thriller por Michael Jackson. Fue filmado desde el 16 y 18 de junio de 1997 en Los Ángeles, California. Debutó fuera de los Estados Unidos en julio de 1997.
El concepto del vídeo fue pensado por la banda. El sello no se colocó detrás del concepto de la banda en disfraces o en los requisitos de gran presupuesto, y no creía que MTV respetaría el vídeo. La banda finalmente tuvo que poner su propio dinero para grabar el vídeo y tuvo que pelear con el sello para obtener un reembolso una vez que fue exitoso. 
El vídeo fue clasificado en el número 76 en "Los 100 mejores vídeos en MuchMusic".
La banda presentó esta canción en MTV Video Music Awards en 1998.

### Estructura
Cuando su autobús se avería, el conductor de la banda (Antonio Fargas) insiste que la banda pase la noche en una casa embrujada mientras consigue ayuda. Brian aparece en una habitación, preparándose para dormir, pero se da cuenta de que hay un hurón en las sábanas, haciendo que grite de terror. La parte musical del vídeo se reproduce como un sueño en que cada miembro de la banda aparece como un monstruo diferente de película de terror: Brian es un hombre lobo; Howie es Drácula; Nick es una momia; A.J. es Erik, el Fantasma de la Ópera; y Kevin es el Dr. Jekyll y Sr. Hyde. Los chicos, como monstruos, aparecen en sus propias escenas como su personaje, mientras que la banda como un grupo aparece en el vestíbulo de la casa vestidos en vestimenta de siglos pasados, presentando una rutina de baile con un grupo de bailarines. La supermodelo Josie Maran aparece en la escena junto con Howie. Siguiendo la canción, los chicos se encuentran en el vestíbulo, pero están aterrorizados por la vista de su conductor parado en la puerta con la apariencia del monstruo Frankenstein.
Hay dos cortes del vídeo; uno para el mercado estadounidense, y otro para el mercado internacional, que cada uno presenta la edición de la canción lanzada en el álbum para ese mercado. En el vídeo internacional el puente de la canción está intacto y la primera parte de la rutina de baile, una parte del baile de salón, se intercala con las escenas.

## Posicionamiento
| Conteo (1997)                            | Puesto |
| ---------------------------------------- | ------ |
| Argentina Top 40 Argentina Singles Chart | 5      |
| Australian ARIA Singles Chart            | 3      |
| Austrian Singles Chart                   | 2      |
| Belgium (Walonia) Singles Chart          | 5      |
| Dutch Singles Chart                      | 5      |
| Finnish Singles Chart                    | 4      |
| French Singles Chart                     | 26     |
| German Singles Chart                     | 2      |
| Irish Singles Chart                      | 10     |
| New Zealand RIANZ Singles Chart          | 6      |
| Norweigian Singles Chart                 | 4      |
| Swedish Singles Chart                    | 4      |
| Swiss Singles Chart                      | 2      |
| UK Singles Chart                         | 3      |
| Conteo (1998)                            | Puesto |
| U.S. Billboard Hot 100                   | 4      |
| U.S. Billboard Top 40 Mainstream         | 4      |

## Versiones y apariciones en medios
- «Everybody (Backstreet's Back)» fue utilizado en el comercial de televisión de Filipinas de 2002 de Rexona.
- Weird Al Yankovic poner la canción en la lista de canciones de la polka medley «Polka Power!» en su álbum de 1999 Running with Scissors.
- En 2007, la canción fue interpretada por Westlife en The Love Tour.
- Howard Stern tuvo una parodia en su programa titulado «Every Homo (Backside's Back)», que fue realizado por su banda, The Losers.
- Snowball the Cockatoo, el primer animal no humano concluyente demostrado que es capaz de inducción beat, fue observado por primera vez "baile" a esta canción.
- Electric Six cita la línea familiar "Backstreet's back, alright" en la pista "Jimmy Carter" en su álbum de 2005 Señor Smoke.
- En 2010, JLS interpretó la canción junto con «I Want It That Way» y dos 'N Sync canciones en una mezcla de su gira de su segundo álbum Outta This World.
- La canción fue cantada por los gemelos irlandeses Jedward por su álbum debut Planet Jedward.
- La banda de Metalcore Blind Witness hizo un cover de esta canción en 2009.
- En 2012, Old Navy utilizó la canción para un comercial.
- En 2013 la canción fue cantada en la película Girl Most Likely por Darren Criss
- En 2013 Backstreet Boys realizan una aparición en la película This Is the End en la cual cantan y realizan la tan emblemática coreografía.